# Зилофф, Клаус-Дитер
Кла́ус-Ди́тер Зи́лофф (нем. Klaus-Dieter Sieloff; 27 февраля 1942, Тильзит (ныне город Советск Калининградской области) — 13 декабря 2011, Штутгарт, Германия) — немецкий футболист, играл на позиции защитника.

## Жизнь и деятельность
Клаус-Дитер Зилофф родился в восточно-прусском городе Тильзите. В конце Второй мировой войны его семья перебралась из Восточной Пруссии в Киль, где юный Клаус-Дитер с увлечением стал заниматься боксом. Однако затем его семья переехала в пригород Штутгарта, где после посещения матчей местной команды Зилофф заболел футболом и забросил бокс. В октябре 1960 года он сыграл свою первую игру за «Штутгарт» в Оберлиге. Скоро он стал основным, незаменимым игроком, связующим все звенья в команде. 
Физически крепкий, прекрасно оснащенный технически, Зилофф попал в поле зрения тренера немецкой национальной команды, который вызвал игрока в 1964 году на товарищескую игру против Финляндии в Хельсинки. В следующем году Зилофф получил стабильное место в составе сборной, несколько раз поразив ворота соперников выстрелами с дальней дистанции. Однако в сезоне 1965/1966 Зилофф вследствие большой конкуренции потерял стартовое место в сборной, которое удалось вернуть только после Кубка мира 1970 года. Этому способствовала и удачная международная игра Зилоффа в составе клуба — мёнхегладбадской «Боруссии».
В 1969 году Зилофф перешёл из «Штутгарта» в «Боруссию» Мёнхенгладбах. Тренер этого клуба намеревался тщательно укрепить оборонительную линию своей молодой команды, поскольку обладая очень сильной линией нападения, надеялся провести удачный сезон в продолжительном и непростом чемпионате Германии. Зилофф пришёлся ко двору в новой для себя команде. С усиленной защитой Боруссия сумела выиграть два подряд чемпионства в Бундеслиге — сезоны 1969/70 и 1970/71. Клаус-Дитер Зилофф стал одной из самых главных звёзд команды, чем и заслужил возвращение в сборную, которое состоялось в апреле 1970 года против сборной Румынии. Но в течение 1971 года стало понятно, что Франц Бекенбауэр является самым сильным вариантом на эту позицию в сборной, поэтому Зилоффу пришлось уступить ему своё место в национальной команде. За «Боруссию» Зилофф играл до 1974 года, потом перешёл в «Алеманию», за которую выступал в 1974—1976 годах. Завершил свою профессиональную карьеру футболист в 1977 году. После окончания игровой деятельности Зилофф работал спортивным директором в одном из отделов компании «Мерседес-Бенц». Скончался игрок в декабре 2011 года.

## Карьера
В Бундеслиге сыграл 264 матча и забил 36 мячей за «Штутгарт» и мёнхенгладбахскую «Боруссию». С «Боруссией» дважды выигрывал чемпионат Германии и один раз кубок Германии.
В сборной Германии провёл 14 мачтей и забил 5 мячей. Дебют в сборной состоялся в 1964 году. Становился серебряным призёром ЧМ-1966 и бронзовым ЧМ-1970.

## Достижения
«Боруссия» М
- Чемпион Германии: 1970, 1971
- Обладатель Кубка Германии: 1973
- Финалист Кубка УЕФА: 1973
- Вице-чемпион Германии: 1974

## Статистика по сезонам в Бундеслиге, Оберлиге и Второй Бундеслиге
| Сезон     | Команды    | Матчи | Голы |
| --------- | ---------- | ----- | ---- |
| 1963—1964 | Штутгарт   | 22    | 1    |
| 1964—1965 | Штутгарт   | 27    | 0    |
| 1965—1966 | Штутгарт   | 25    | 6    |
| 1966—1967 | Штутгарт   | 22    | 6    |
| 1967—1968 | Штутгарт   | 27    | 6    |
| 1968—1969 | Штутгарт   | 18    | 2    |
| 1969—1970 | Боруссия М | 33    | 3    |
| 1970—1971 | Боруссия М | 33    | 6    |
| 1971—1972 | Боруссия М | 25    | 4    |
| 1972—1973 | Боруссия М | 6     | 0    |
| 1973—1974 | Боруссия М | 26    | 2    |
| 1963—1974 | Итого      | 264   | 36   |

| Сезон     | Команды  | Матчи | Голы |
| --------- | -------- | ----- | ---- |
| 1960—1961 | Штутгарт | 7     | 0    |
| 1961—1962 | Штутгарт | 14    | 1    |
| 1962—1963 | Штутгарт | 19    | 0    |
| 1960—1963 | Итого    | 40    | 1    |

| Сезон     | Команды  | Матчи | Голы |
| --------- | -------- | ----- | ---- |
| 1974—1975 | Алемания | 22    | 3    |
| 1975—1976 | Алемания | 21    | 0    |
| 1974—1976 | Итого    | 43    | 3    |

## Статистика игр за сборную
| Год   | И  | Г |
| ----- | -- | - |
| 1964  | 1  | 0 |
| 1965  | 7  | 4 |
| 1970  | 4  | 1 |
| 1971  | 2  | 0 |
| Всего | 14 | 5 |